# Coppa Sendai
La Coppa Sendai è un torneo che si svolge con cadenza annuale e che mette a confronto quattro nazionali di calcio a livello mondiale.
Il torneo è ad inviti e si svolge interamente nella città di Sendai, in Giappone.

## Piazzamenti
| Squadre              | Partecipazioni |
| -------------------- | -------------- |
| Brasile U-19         | 8              |
| Giappone U-19        | 8              |
| Francia U-19         | 5              |
| Giappone U-19 Tōhoku | 5              |
| Corea del Sud U-19   | 2              |
| Italia U-19          | 2              |
| Cina U-19            | 1              |
| Croazia U-19         | 1              |

## Classifica per punti conquistati
| Posizione | Nazionale            | Punti |
| --------- | -------------------- | ----- |
| 1         | Brasile U-19         | 55    |
| 2         | Francia U-19         | 24    |
| 2         | Giappone U-19        | 24    |
| 4         | Italia U-19          | 13    |
| 4         | Giappone U-19 Tōhoku | 13    |
| 6         | Corea del Sud U-19   | 4     |
| 7         | Croazia U-19         | 3     |
| 8         | Cina U-19            | 0     |

## Titoli
| Squadra              | Campione                               | Vice-campione              |
| -------------------- | -------------------------------------- | -------------------------- |
| Brasile U-19         | 6 (2003, 2005, 2006, 2008, 2009, 2010) | 1 (2004)                   |
| Francia U-19         | 1 (2007)                               | 2 (2006, 2009)             |
| Italia U-19          | 1 (2004)                               |                            |
| Giappone U-19        |                                        | 4 (2003, 2005, 2008, 2010) |
| Giappone U-19 Tōhoku |                                        | 1 (2007)                   |

## Marcatori
| Anno | Giocatore       | Nazionale     | Reti |
| ---- | --------------- | ------------- | ---- |
| 2003 | Andrea Alberti  | Italia U-19   | 3    |
| 2003 | Diego Tardelli  | Brasile U-19  | 3    |
| 2004 | Raffaele Perna  | Italia U-19   | 3    |
| 2005 | Masaki Yamamoto | Giappone U-19 | 3    |
| 2006 | Alexandre Pato  | Brasile U-19  | 4    |
| 2007 | Sasaki Kenya    | Giappone U-19 | 4    |
| 2008 | Jonathas        | Brasile U-19  | 3    |
| 2009 | Gaël Kakuta     | Francia U-19  | 2    |
| 2009 | Gerson          | Brasile U-19  | 2    |
| 2009 | Koki Kiyotake   | Giappone U-19 | 2    |
| 2010 | Bruno Uvini     | Brasile U-19  | 2    |
| 2010 | Harry Novillo   | Francia U-19  | 2    |
| 2010 | Oscar           | Brasile U-19  | 2    |
| 2010 | Takashi Usami   | Giappone U-19 | 2    |